# IC 5101
IC 5101 је спирална галаксија у сазвјежђу Паун која се налази на листи објеката дубоког неба у Индекс каталогу.
Деклинација објекта је - 65° 50' 9" а ректасцензија 21h 21m 55,9s. Привидна величина (магнитуда) објекта IC 5101 износи 13,2 а фотографска магнитуда 14,0. IC 5101 је још познат и под ознакама ESO 107-25, IRAS 21177-6602, PGC 66636.